# Kellyton (Alabama)
Kellyton est une ville du comté de Coosa située dans l'État d'Alabama, aux États-Unis,.
Le secteur connu aujourd'hui sous le nom de Kellyton était à l'origine un avant-poste appelé Webbsville, nommé en l'honneur du premier agent postal de la région, William Webb. En 1874, le nom est changé pour Kellyton en l'honneur de James Kelly, un éminent médecin local. La ville commence à s'agrandir rapidement après la construction d'une ligne secondaire de la Central of Georgia Railway, à travers la région en 1880.  La ville est incorporée en 2001.

## Démographie
| 1920 | 1930 | 2010 | - | - | - |
| ---- | ---- | ---- | - | - | - |
| 241  | 168  | 217  | - | - | - |

## Source de la traduction
- (en) Cet article est partiellement ou en totalité issu de l’article de Wikipédia en anglais intitulé « Kellyton, Alabama » (voir la liste des auteurs).